# Округ Човон (Северна Каролина)
Човон (енгл. Chowan County) је округ у америчкој савезној држави Северна Каролина.

## Демографија
По попису из 2010. године број становника је 14.793, што је 267 (1,8%) становника више него 2000. године.
| Група             | 2000.         | 2010.         |
| Белци             | 8.703 (59,9%) | 9.040 (61,1%) |
| Афроамериканци    | 5.450 (37,5%) | 5.070 (34,3%) |
| Азијати           | 50 (0,3%)     | 52 (0,4%)     |
| Хиспаноамериканци | 219 (1,5%)    | 467 (3,2%)    |
| Укупно            | 14.526        | 14.793        |